# Tetrametilpirazina
La tetrametilpirazina és un compost heterocíclic constituït per un anell de pirazina (quatre carbonis i dos nitrògens formant un hexàgon amb els nitrògens situats en oposició) i amb els quatre hidrògens de la pirazina substituïts per grups metil. Es va aïllar de l'aliment fermentat anomenat natto, una preparació culinària provinent del Japó elaborada a partir de llavors de soja fermentades. La tetrametilpirazina ha demostrat in vivo activitat nootròpica en rates de laboratori.